# Olympic Gold
Olympic Gold est un jeu vidéo de sport développé par U.S. Gold et édité en 1992 par Sega sur Game Gear, Master System et Mega Drive. Il s'agit du jeu vidéo officiel des Jeux olympiques d'été de 1992.
Il comporte les épreuves suivantes : 100 mètres, saut à la perche, tir à l'arc, plongeon, natation, 110 mètres haies, lancer du marteau.